# Чарне (Ґолдапський повіт)
Чарне (пол. Czarne; нім. Czarnen, у 1938–1945 Scharnen) — село в Польщі, у гміні Дубенінки Ґолдапського повіту Вармінсько-Мазурського воєводства.
Населення — 25 осіб (2011).
У 1975-1998 роках село належало до Сувальського воєводства.

## Історія
Село колись називалося «Чарнен» (Czarnen) було засновано близько 1556. До 1945 воно складалося з кількох великих і малих господарств.
У 1874 село стало частиною новоствореного округу Рогайнен; 1 вересня 1939 його було перекласифіковано до району Гурнен. Обидва рази село належало до повіту Голдап у складі адміністративного округу Гумбіннен прусської провінції Східна Пруссія.
У 1910 в Чарнені було зареєстровано 171 мешканця. Їхня кількість зросла до 176 до 1933 та зменшилася до 132 у 1939.
Під час націонал-соціалістичної кампанії з перейменування Чарнен 3 червня 1938 був перейменований на «Шарнен» (Scharnen) – назву офіційно підтверджено 16 липня. Через сім років село в результаті війни було передано Польщі та отримало польську назву Czarne.
Сьогодні в селі розташована мерія (пол. Sołectwo) і воно є частиною гміни Дубенінки Голдапського повіту. З 1975 по 1998 входило до складу Сувальського воєводства, а відтоді — до Вармінсько-Мазурського воєводства. У 2006 населення села становило 47 осіб.

## Демографія
Демографічна структура станом на 31 березня 2011 року:
|          | Загалом | Допрацездатний вік | Працездатний вік | Постпрацездатний вік |
| -------- | ------- | ------------------ | ---------------- | -------------------- |
| Чоловіки | 16      | 4                  | 10               | 2                    |
| Жінки    | 9       | 1                  | 4                | 4                    |
| Разом    | 25      | 5                  | 14               | 6                    |